# This Is Happening
This Is Happening è il quarto e l'ultimo album prima del ritorno sulle scene segnato da American Dream del 2017 album degli LCD Soundsystem. L'album esce il 17 maggio 2010 in Regno Unito ed Europa, e il 18 maggio 2010 negli Stati Uniti d'America. Il primo singolo estratto dall'album è Drunk Girls; I Can Change è stato inserito nella colonna sonora del videogioco FIFA 11.
L'album si aggiudica il secondo posto nella lista dei migliori album del 2010 secondo Pitchfork.

## Tracce
Tutte le tracce sono state prodotte da James Murphy.
Testi e musiche di James Murphy.
1. Dance Yrself Clea – 8:58
2. Drunk Girls – 3:44
3. One Touch – 7:47
4. All I Want – 6:43
5. I Can Change – 5:54
6. You Wanted A Hit – 9:12
7. Pow Pow – 8:25
8. Somebody's Calling Me – 6:55
9. Home – 7:53

Durata totale: 65:31